# Cymbalaria
Cymbalaria (Cymbalaria Hill.) – rodzaj roślin z rodziny babkowatych, w systemach XX-wiecznych klasyfikowany zwykle do szeroko wówczas ujmowanej rodziny trędownikowatych. Dawniej też rośliny te włączane były do rodzaju lnica Linaria, od której różnią się morfologicznie tym, że kwiaty wyrastają pojedynczo w kątach liści oraz dłoniastym żyłkowaniem liści. Do rodzaju należy 15 gatunków występujących w Europie, w basenie Morza Śródziemnego i w Azji południowo-zachodniej sięgając na wschodzie po Iran. W Europie rośnie 7 gatunków. W Polsce występuje jeden jako gatunek introdukowany – cymbalaria bluszczykowata (C. muralis). Podawana z Polski jako przejściowo dziczejąca cymbalaria owłosiona C. pilosa, klasyfikowana jest współcześnie jako Sibthorpia europaea.

## Morfologia
PokrójByliny o pędach płożących.
LiścieDługoogonkowe, w dolnej części pędu zwykle naprzeciwległe, w górnej – skrętoległe. Blaszka liściowa użyłkowana dłoniasto, kształtu kolistego do nerkowatego, u nasady sercowato wycięta, niemal całobrzega do dłoniastoklapowanej, z 3–7 klapami.
KwiatyWyrastają na długich szypułkach z kątów liści. Kielich głęboko rozcięty, poszczególne działki nierównej długości. Korona kwiatu barwy białej lub liliowej, grzbiecista i z ostrogą.
OwoceTorebki zawierające liczne nasiona.

## Systematyka
Pozycja systematyczna
Rodzaj z plemienia  Antirrhineae z rodziny babkowatych (Plantaginaceae).
Wykaz gatunków
- Cymbalaria acutiloba (Boiss. & Heldr.) Speta
- Cymbalaria aequitriloba (Viv.) A.Chev.
- Cymbalaria bakhtiarica Podlech & Iranshahr
- Cymbalaria ebelii (Cufod.) Speta
- Cymbalaria fragilis (J.J.Rodr.) A.Chev.
- Cymbalaria glutinosa Bigazzi & Raffaelli
- Cymbalaria hepaticifolia (Poir.) Wettst.
- Cymbalaria longipes (Boiss. & Heldr.) A.Chev.
- Cymbalaria microcalyx (Boiss.) Wettst.
- Cymbalaria minor (Maire & Petitm. ex Cufod.) Speta
- Cymbalaria muelleri (Moris) A.Chev.
- Cymbalaria muralis P.Gaertn., B.Mey. & Scherb. – cymbalaria bluszczykowata, lnica murowa
- Cymbalaria pallida (Ten.) Wettst.
- Cymbalaria pluttula (Rech.f.) Speta
- Cymbalaria pubescens (J.Presl & C.Presl) Cufod.